# Domovinske pesmi
Domovinske ali patriotske pesmi (latinsko patria – domovina), so pesmi, ki opevajo lepoto domače zemlje, ljubezen do rodnega kraja, domovine in države ter spremljajo pomembne narodove zgodovinske dogodke: njegova ponižanja, zasužnjenje in poraze; njegove napore in zmage. Največ patriotskih pesmi nastane ob velikih narodovih pretresih. Na Slovenskem se je domovinska pesem zelo razvila po revolucionarnem letu 1848 in v času NOB. Domovinske pesmi so optimistične ali pesimistične. Optimistične vzbujajo navdušenje za narodno stvar, bude v ljudstvu narodno zavest, kličejo k uporu ali zmagi, pesimistične razkrivajo domovinsko bedo, kažejo žalostno narodovo preteklost in izražajo strah za njegovo bodočnost.
Poleg številnih anonimnih pesnikov so največji predstavniki slovenske patriotske lirike Vodnik, Prešeren, Jenko, Gregorčič, Župančič, Kosovel, Pavšič in Karel Destovnik Kajuh